# Thomas Bopp
Thomas J. Bopp (Denver, Colorado, 1949. október 15. – Phoenix, Arizona, 2018. január 5.) amerikai amatőrcsillagász. 1995-ben a Hale–Bopp-üstökös egyik felfedezője volt.

## Életpályája
Denverben született, a légierőnél teljesített katonai szolgálatot. Az arizonai Phoenixben élt és dolgozott mint gyári menedzser. Az üstökös felfedezése megváltoztatta életét: díszdoktorrá választották, előadásokat tartott, majd planetáriumi előadóként vonult nyugdíjba. A halálát rákbetegség okozta 68 éves korában.
Családjában a csillagászat még egy tragikus esemény okozója lett. Egyik fivére és sógornője éjszakai üstökösészlelést követően autóbaleset áldozatává vált.

## Kapcsolata a csillagászattal
Első kis távcsövét tíz éves korában kapta édesapjától, azonban nem hagyott benne mély nyomokat. Leszerelése után ismerkedett meg Jim Stevens amatőrcsillagásszal, akinek 44,5 cm-es Dobson távcsövét használva végeztek jobbára mélyég megfigyeléseket. Egy ilyen alkalommal, 1995. július 23-án éjszaka vette észre az új üstököst. Mivel vele egy időben Alan Hale csillagász is észlelte az üstököst, az a Hale–Bopp-üstökös nevet kapta. Hale és Bopp a felfedezést követő másfél év múltán találkoztak először nyilvánosság előtt.

## Fordítás
- Ez a szócikk részben vagy egészben  a   Thomas Bopp című spanyol Wikipédia-szócikk ezen változatának fordításán alapul.  Az eredeti cikk szerkesztőit annak laptörténete sorolja fel. Ez a jelzés csupán a megfogalmazás eredetét és a szerzői jogokat jelzi, nem szolgál a cikkben szereplő információk forrásmegjelöléseként.